# Gagea wallichii
Gagea wallichii är en liljeväxtart som beskrevs av Igor Germanovich Levichev och Syed Irtifaq Ali. Gagea wallichii ingår i Vårlökssläktet och i familjen liljeväxter. Inga underarter finns listade.